# ピュバ (マーシア王)
ピュバ（Pybba、570年頃 - 606年/615年）は、七王国時代のマーシア王国の王（在位：593年 - 606年/615年）。クレオダの息子であり、息子にエオワと、後にマーシアの隆盛を築く事になるペンダがいる。
系譜学により彼の生年は570年とされ、彼の統治は593年から、没年は606年ないし615年とされるが、確たる証拠はない。9世紀の史書アングロサクソン年代記には彼はペンダの父とだけ記されている。
9世紀に編纂された史書「ブリトン人の歴史」によるとピュバは12人の息子があったと言うが、ベーダの著作に記されている次王のチェルル(Cearl)との関連は語られてはいない。ピュバの息子の一人であったペンダは最終的にマーシア王に即位するが、即位の年で資料に食い違いを見せている。一方でアングロサクソン年代記に626年と記されているが、他方で7世紀の歴史家ベーダは633年のハットフィールド・チェイスの戦い以前ではないと書いている。
ピュバにはもう一人、王になった息子がおり、名をコエンワルホ(Coenwalh)と呼んだ。ペンダから823年に退位させられたチェオルウルフまでのマーシア王は全てピュバの子孫であるとされる。